# 东俄洛报春
东俄洛报春（学名：Primula tongolensis），为报春花科报春花属下的一个植物种。